# Saint-Sauvy
 Saint-Sauvy  là một xã của tỉnh Gers, thuộc vùng Occitanie, tây nam nước Pháp.